# Iacobeni
Iacobeni es una comuna ubicada en el distrito de Sibiu, Rumania.

## Superficie
Posee una superficie de 103,5 kilómetros cuadrados.

## Demografía
Hasta 2021 la población era de 2780 habitantes, con una densidad de población de 26,87 habitantes por kilómetro cuadrado.